# Angelica Lee
Angelica Lee Sin-Jie, (xinès: 李心潔; Hakka Pinyin: Lee Sin Chet; pinyin: Lǐ Xīnjié), (Kedah, Malàisia, 23 de gener de 1976) és una actriu i guionista de Malàisia d'origen xinès.

## Biografia
L'any 1976, Angelica Lee va néixer a Malàisia d'un pare propietari d'un magatzem de moto i d'una mare mestressa de casa.
Durant els seus anys a l'escola primària, Lee participava molt sovint en concursos de cant, on aconsegueix nombrosos premis, També en diverses activitats connectades a l'esport. A la Keat Hwa Secondary School, era en cap al club de teatre. L'any 1995, amb 19 anys, Lee va ser descoberta per Sylvia Chang a Kuala Lumpur en una audició.

### Hope Educació Foundation
L'any 2006, ella i les seves amigues, Charlie Yeung, Gigi Leung, i Valen Hsu, van crear la Hope Education Foundation, una associació que té com a objectiu ajudar els nens amb dificultats.

## Carrera
Angelica va començar la seva carrera al cant i després es va traslladar a Taiwan, a continuació a Hong Kong. Lee ha actuat a The Eye, film de terror d'èxit, per al qual cosa va aconseguir l'any 2003 el premi a « La millor actriu », als Hong Kong Film Awards. Forma part dels artistes asiàtics que aconsegueixen l'any 2001 un premi als Festival Internacional de Cinema de Berlín. Ha guanyat en aquest festival el premi a « La millor actriu », per al film Betelnut Beauty.
Lee igualment ha actuat als films 20 30 40 (on es troba amb la persona que l'ha descoberta, Sylvia Chang He Jia), i a Koma. Angelica Lee ha interpretat el paper de Tsui Ting-Yin a Re-cycle, film que ha estat projectat al Festival de Canes 2006.

## Vida personal
Està casada amb Oxide Pang.
Angelica Lee parla cinc llengües: mandarí, Min nan, malai, cantonès i anglès

## Filmografia
Actriu
- 2010: Chu lian hong dou bing
- 2008: Sam hoi tsam yan: Dr. Gao Jing
- 2007: Mini: Mini
- 2007: Zhan. gu: Hong Dou
- 2007: Ye ming: Xu Dan Rong
- 2006: Re-cycle (Gwai wik): Tsui Ting-Yin
- 2005: Gu lian hua: Wubao
- 2005: Saam cha hau: Su Fong/Amy
- 2004: A1 tou tiao: Elaine Tse
- 2004: Koma: Chi Ching
- 2004: 20 30 40 (Twenty Thirty Forty): Xiao Jie
- 2003: Gam gai 2
- 2003: Lu bin xun piao liu ji: Hsiao Fei
- 2002: The Eye (Gin gwai): Wong Kar Mun
- 2002: Seung fei: Ling
- 2001: Betelnut Beauty (Ai ni ai wo): Fei-fei
- 1999: Yeung gwong ging chaat: Katy

Guionista
- 2004 : 20 30 40 (Twenty Thirty Forty)